# Berino, Novi Meksiko
Berino je popisom određeno mjesto u okrugu Doña Ani u američkoj saveznoj državi Novom Meksiku. 
Prema popisu stanovništva SAD 2010., imao je 1441 stanovnika.

## Promet
Berino se pruža duž Međudržavne ceste br. 10, 37 km od Las Crucesa.

## Zemljopis
Zemljopisni položaj je 32°4′15″N 106°37′17″W / 32.07083°N 106.62139°W (32.0689340, –106.6219822). Prema Uredu SAD-a za popis stanovništva, zauzima 2,41 km² površine, sve suhozemne.

## Stanovništvo
Prema podatcima popisa iz 2010. u mjestu je bilo nastanjeno 1441 stanovnika podijeljeno na 364 kućanstva, od čega 318 obiteljskih. Stanovništvo po rasi bili su 60,7 % bijelci, 0,6 % "crnci ili afroamerikanci", 0,5 % "američki Indijanci i aljaskanski domorodci", 0,0 % Azijci, 0,0 % "domorodački Havajci i ostali tihooceanski otočani", 37,1 % ostalih rasa, 1,2 % dviju ili više rasa. Hispanoamerikanaca i Latinoamerikanaca svih rasa bilo je 98,4 %.